# Židlovská horka
Židlovská horka (409 m n. m.) je vrch v okrese Česká Lípa Libereckého kraje. Leží asi 1,5 km jihozápadně od samoty Jabloneček, na stejnojmenném katastrálním území, v jihovýchodní části obory Židlov, v bývalém vojenském prostoru Ralsko.

## Popis

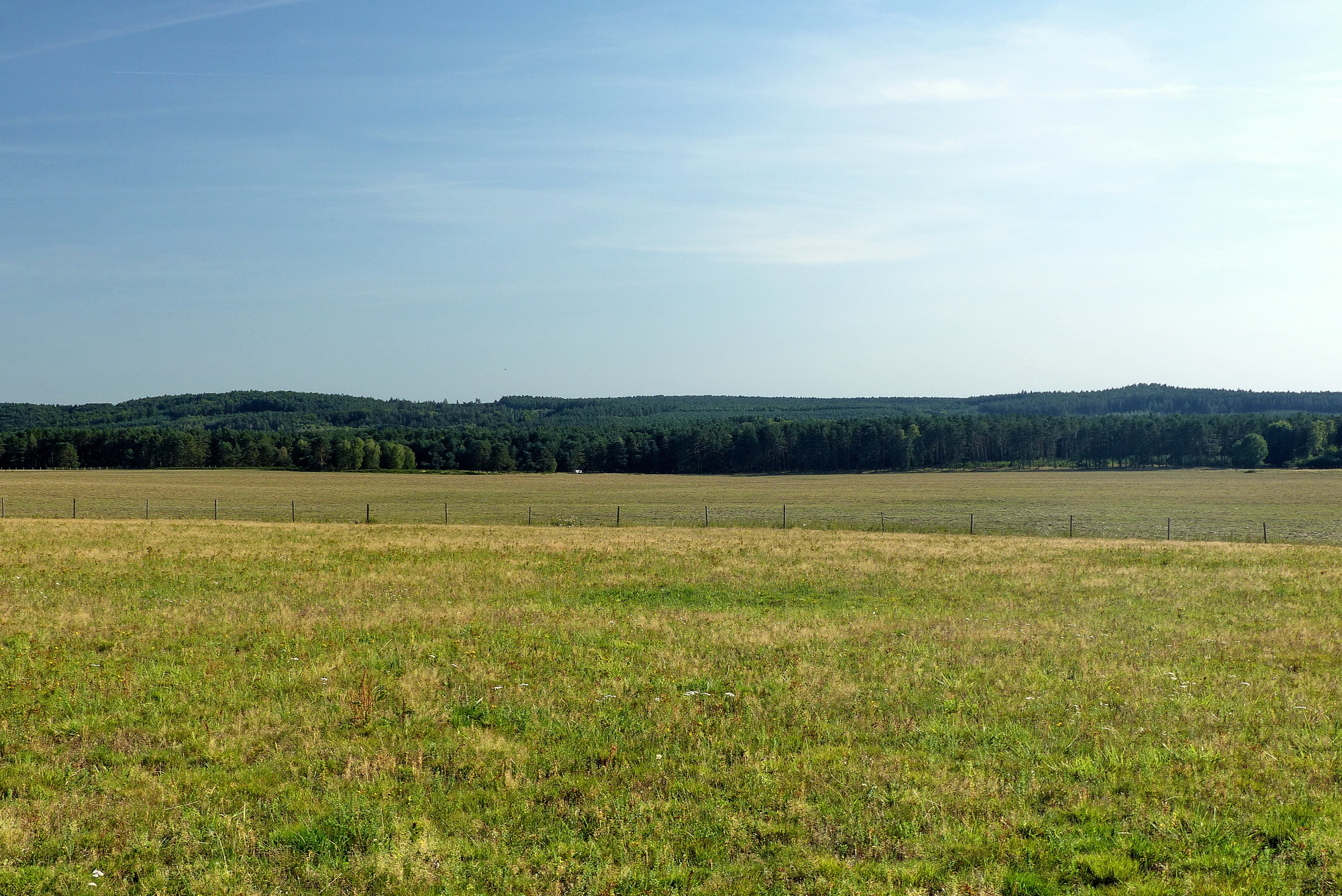
Prosíčská a Židlovská horka (vpravo)

Je to suk ve tvaru kupy, hřbetovitě protažené ve směru sever–jih. Vrch je podmíněný neovulkanickou žílou z čediče (bazalt) vypreparovanou z křemenných pískovců svrchní křídy (turon).
Vrchol kopce je pravděpodobně jedním z míst, kde došlo ke křížení bazaltových žil a vznikl tak
velký bazaltový útvar. Jeho zvětralé části nejspíš v podobě limonitu odtěžili dělníci okolo 18. století a dnes je proto na vrcholu rozměrná jáma. Její hloubka je 7–8 m a horizontální průměr cca 15 m.
Vrch je porostlý smíšeným lesem. Vrch je pojmenován podle zaniklé obce Židlov, která ležela asi 1,5 km západním směrem. V okolí je množství pískovcových teras v několika lesních údolích. V údolí zvaném Žlábek, jižně od horky, leží zřícenina valdštejnské hájovny Šlapka. Vjv. směrem leží další podobný vrch s podobnou výškou, Prosíčská horka (408 m n. m.).

## Geomorfologické zařazení
Geomorfologicky vrch náleží do celku Jičínská pahorkatina, podcelku Turnovská pahorkatina, okrsku Českodubská pahorkatina a podokrsku Přibyslavická pahorkatina. Jičínská pahorkatina zde tvoří jakýsi klín mezi Ralskou pahorkatinou a Jizerskou tabulí.

## Přístup
Automobilem je možno dojet po asfaltové silnici (cyklostezka 241) do občasně osídleného Jablonečku (jižně a severně od samoty jsou části fotovoltaické elektrárny Ralsko Ra 1). Za samotou vede silnice přes roštový vjezd do obory a dál se dá pokračovat jen na kole. Vrch leží v lese asi 0,5 km od nejbližšího oplocení obory. Jelikož pohyb v oboře je veřejnosti doporučen jen po cyklostezkách, je místo patrně oficiálně nepřístupné.